# Garnet Knob
Garnet Knob är en kulle i Antarktis. Den ligger i Östantarktis. Australien gör anspråk på området. Toppen på Garnet Knob är 143 meter över havet. Garnet Knob ligger vid sjön Cameron.
Terrängen runt Garnet Knob är platt åt nordväst, men åt sydost är den kuperad. Havet är nära Garnet Knob norrut.  Trakten är glest befolkad. Närmaste befolkade plats är Zhongshan Station, 3,9 kilometer norr om Garnet Knob. 